# Lotte Dandanell
Lotte Dandanell (* 9. Mai 1942 in Havnsø; eigentlich Lise-Lotte Dandanell; zeitweise Lotte Ravnholt) ist eine dänische Kostümbildnerin.

## Werdegang
Nach einem einjährigen Aufenthalt in Paris wurde sie von 1961 bis 1965 an der Dänischen Kunsthandwerkerschule ausgebildet. Nach ihrem Abschluss war sie von 1965 bis 1977 bei Nordisk Film angestellt und schuf die Kostüme zu zahlreichen Film- und Fernsehproduktionen, darunter für sämtliche Filme der Olsenbande oder für die Fernsehserie Oh, diese Mieter. 1977 wurde sie freischaffend tätig. Neben ihrer Filmarbeit entwarf sie auch Theaterkostüme für das Gladsaxe Teater. Für ihre Arbeit am Film Hamsun wurde sie 1997 mit dem Robert in der Kategorie Bestes Kostümdesign ausgezeichnet. Im Film Der (wirklich) allerletzte Streich der Olsenbande hat sie einen Cameoauftritt als Krankenschwester.

## Filmografie
- 1965: Næsbygårds arving
- 1965: Kaliber 7,65 – Diebesgrüße aus Kopenhagen (Slå først, Frede)
- 1966: Slap af, Frede!
- 1966: Tre små piger
- 1966: Es war einmal ein Krieg (Der var engang en krig)
- 1967: Martha
- 1967: Jeg er sgu min egen
- 1967: Historien om Barbara
- 1967: Sie treffen sich, sie lieben sich, und ihr Herz ist voller süßer Musik (Människor möts och ljuv musik uppstår i hjärtat)
- 1968: Mig og min lillebror og storsmuglerne
- 1968: Die Olsenbande (Olsen-banden)
- 1968: Det var en lørdag aften
- 1968: I den grønne skov
- 1968: Sådan er de alle
- 1969: Die Olsenbande in der Klemme (Olsen-banden på spanden)
- 1969: Stine og drengene
- 1969: Geld zum zweiten Frühstück (Tænk på et tal)
- 1970: Løgneren
- 1970: Rend mig i revolutionen
- 1970: Ska' vi lege skjul?
- 1970–1977: Oh, diese Mieter (Huset på Christianshavn; Fernsehserie)
- 1971: Die Olsenbande fährt nach Jütland (Olsen-banden i Jylland)
- 1971: Ballade på Christianshavn
- 1971: Hændeligt uheld
- 1972: Manden på Svanegården
- 1972: Die Olsenbande und ihr großer Coup (Olsen-bandens store kup)
- 1973: Die Olsenbande läuft Amok (Olsen-banden går amok)
- 1974: Der (voraussichtlich) letzte Streich der Olsenbande (Olsen-bandens sidste bedrifter)
- 1975: Die Olsenbande stellt die Weichen (Olsen-banden på sporet)
- 1976: Die Olsenbande sieht rot (Olsen-banden ser rødt)
- 1976: Affæren i Mølleby
- 1976: Kassen stemmer
- 1977: Die Olsenbande schlägt wieder zu (Olsen-banden deruda’)
- 1978: Die Olsenbande steigt aufs Dach (Olsen-banden går i krig)
- 1979: Die Olsenbande ergibt sich nie (Olsen-banden overgiver sig aldrig)
- 1979: Charly & Steffen
- 1979: Drømme støjer ikke, når de dør
- 1981: Die Olsenbande fliegt über die Planke (Olsen-bandens flugt over plankeværket)
- 1981: Die Olsenbande fliegt über alle Berge (Olsen-banden over alle bjerge)
- 1981: Belladonna
- 1981: Historien om Kim Skov
- 1982: Felix
- 1983: Otto ist ein Nashorn (Otto er et næsehorn)
- 1985–1986: Tonny Toupé Show (Fernsehserie)
- 1987: Peter von Scholten
- 1987: Negerkys og labre larver
- 1988: Huller i suppen
- 1988: To som elsker hinanden (Fernsehmehrteiler)
- 1989: 300 Meilen bis zum Himmel (300 mil do nieba)
- 1990: Gestrandet (Haakon Haakonsen)
- 1991: Der Feind im Inneren (De nøgne træer)
- 1991: En dag i oktober
- 1994: Lærerværelset (Fernsehserie)
- 1996: Hamsun
- 1998: Der (wirklich) allerletzte Streich der Olsenbande (Olsen-bandens sidste stik)
- 2000: Her i nærheden
- 2000: Misery Harbour